# Molino Quemado
El Molino Quemado (en català, Molí Cremat) és un molí que es troba a Nueva Helvecia, Colonia, Uruguai.
Va ser declarat Monument Històric Nacional pel que va representar per al desenvolupament de la regió a la segona part del segle xix.
Està ubicat a 60 km a l'est de Colonia del Sacramento i a 120 km a l'oest de Montevideo.

## Història
El molí es va construir el 1875. El seu amo, Luis Vigni (Tinent Alcalde), era d'origen francès i les pedres amb què va ser construït eren d'origen portuguès. Funcionava a força hidràulica i estava emplaçat sobre el rierol Rosario. Cinc anys després, el 7 de març de 1881, es va calar foc. El 8 de març d'aquell any, l'esposa del capatàs, Elisa Nidegger es va ofegar a la presa i el 12 de març de 1881 es va suïcidar el capatàs.
Hi ha diverses històries darrere de l'incendi i de les tragèdies. Una passional, consisteix que la dona del moliner l'enganyava, ell la va matar (la van trobar ofegada, o ell la va llençar o va caure ella del cavall), va calar foc el molí i es va suïcidar. Una altra versió té a veure que li va començar a anar malament al molí i el van calar foc per cobrar l'assegurança. Una tercera versió és que la gent es va enutjar perquè cobraven un peatge per passar per allí, i llavors el van destruir.
En base a aquestes llegendes, s'ha realitzat un llargmetratge per part de Martín Chamorro, Cecilia Langwagen i Micaela Domínguez Prost.